# Tasov (Morávia do Sul)
Tasov é uma comuna checa localizada na região de Morávia do Sul, distrito de Hodonín.